# Помилка історика
Помилка історика — це неформальна помилка, яка виникає, коли припускають, що особи, які приймали рішення в минулому, розглядали події з тієї ж точки зору і володіли такою ж інформацією, що й ті, хто згодом аналізував рішення. ЇЇ не слід плутати з презентизмом, способом історичного аналізу, в якому сучасні ідеї (наприклад, моральні стандарти) проектуються в минуле. Ідея була вперше сформульована британським літературознавцем Метью Арнольдом у 1880 році, а пізніше названа й визначена американським істориком Девідом Хакеттом Фішером у 1970 році.

## Концепція
Ідею про те, що критик може робити помилкові інтерпретації минулих дій через знання наступних подій, вперше сформулював Метью Арнольд. У своєму есе 1880 року «Дослідження поезії» він писав:
Хід розвитку мови, думки і поезії народу глибоко цікавий; і розглядаючи творчість поета як етап у цьому ході розвитку, ми можемо легко змусити себе зробити її більш важливою, ніж вона сама по собі, ми можемо використовувати мову досить перебільшеної похвали, критикуючи її; коротше кажучи, переоцінювати це. Так виникає в наших поетичних судженнях хибність, викликана оцінкою, яку ми можемо назвати історичною.
Концепція помилки історика була названа та викладена в 1970 році Девідом Хакеттом Фішером, який припустив, що вона аналогічна помилці психолога визначеної Вільямом Джеймсом. Фішер не запропонував історикам утримуватися від ретроспективного аналізу в своїй роботі, але він нагадав історикам, що їхні суб'єкти не можуть зазирнути в майбутнє. Як приклад він навів добре відомий аргумент про те, що несподіваний напад Японії на Перл-Харбор мав бути передбачуваним у Сполучених Штатах через велику кількість ознак того, що напад неминучий. Фішер, посилаючись на роботу Роберти Вольштеттер, стверджує, що цей аргумент не враховує, що існувала незліченна кількість суперечливих ознак, які вказували на інші можливості, ніж напад на Перл-Харбор. Лише ретроспективно попереджувальні ознаки здаються очевидними; ознаки, які вказували на інші шляхи, як правило, забуваються. (див. також упередження заднім числом.)
У галузі військової історії історики іноді використовують те, що відомо як «метод туману війни», щоб уникнути помилки історика. У цьому підході дії та рішення історичного суб’єкта (наприклад, військового командира) оцінюються насамперед на основі того, що ця особа знала на той момент, а не на основі майбутніх подій, про які особа не могла знати. За словами Фішера, цю техніку започаткував американський історик Дуглас Саутхолл Фрімен у його впливових біографіях Роберта Е. Лі і Джорджа Вашингтона.